# Craneballs Studio
Craneballs Studio est une société de développement de jeux vidéo basée en République tchèque. Elle a été fondée en 2008. À l'origine, l'entreprise se concentrait sur la conception de sites Web et la création de graphiques. Elle a commencé à développer des jeux vidéo vers la fin de 2008 en raison de la crise financière de 2007-2008. Son premier jeu vidéo est sorti en 2009 et a connu un succès financier. Ses autres jeux ont également connu le succès, si bien que le studio est passé de trois à une vingtaine de personnes,.

## Jeux
- 2009 - Blimp: The Flying Adventures (cs) - Jeu d'arcade développé avec Grip Games (en) ;
- 2009 - 33rd Division - Jeu vidéo d'action furtive ;
- 2010 - Monorace - Jeu de course à l'infini[4] ;
- 2010 - SuperRope - Jeu d'arcade ;
- 2011 - Overkill (cs) - Jeu rail shooter ;
- 2012 - Fish Heroes (en) - Jeu d'arcade inspiré d'Angry Birds ;
- 2013 - Overkill 2 (en) - Une suite du jeu original Overkill ;
- 2013 - 33rd Division - Un reboot du jeu vidéo de 2009 ;
- 2014 - Overkill Mafia - Un spin-off de la série principale Overkill ;
- 2015 - Overkill 3 - Le troisième jeu de la série Overkill[5] ;
- 2015 - Overcute: Cube Worm - Jeu inspiré de Snake ;
- 2015 - Delta Force Army Training - Jeu de tir à la première personne ;
- 2015 - Splash Cars (cs) - Jeu d'arcade ;
- 2016 - Ninja Madness - Jeu de plateforme[6] ;
- 2019 - Planet Nomads (en) - Jeu Sandbox.